# Gottesbezug
Der Begriff Gottesbezug bezeichnet einen religiösen Verweis auf Gott.
Ein solcher Verweis findet sich beispielsweise in der Präambel von Verfassungen. Gemeinhin wird hierbei zwischen der invocatio dei ‚Anrufung Gottes‘, und der nominatio dei ‚Nennung Gottes‘, unterschieden. Während bei der nominatio dei Gott in der Verfassung lediglich genannt wird, wird im Falle einer invocatio dei die Verfassung im Namen Gottes erlassen.

## Diskussion über einen Gottesbezug in Verfassungen

### Die Pro-Argumente
Historisch sollte die Einfügung des Gottesbezuges in das deutsche Grundgesetz vor allem den Unterschied zum Totalitarismus des nationalsozialistischen Staates markieren. Der Gottesbezug werde dabei nicht als religiöse Inbezugnahme verstanden, sondern als Absage an ein totalitäres Staatssystem. Der Staat ist danach nicht die höchste und letzte Instanz im Sinne eines Hobbes’schen Leviathans. Auch das Staatsvolk in seiner Funktion als verfassungsgebende Gewalt soll an die naturrechtlichen, vor- und überstaatlichen Grundlagen des Staates gebunden sein. Eine völlige Bindungslosigkeit gibt es demnach auch im Akt der Verfassungsgebung nicht.
Unbestritten ist aber auch, dass der historische Gesetzgeber mit der Anrufung Gottes ein christliches Gottesbild verband. Eine christlich fundierte Auslegung des Grundgesetzes folge hieraus jedoch nicht. Der „Präambel-Gott“ wird heute aufgrund des demographischen Wandels und der religiös-weltanschaulichen Pluralisierung der Gesellschaft nicht mehr mit dem christlichen Gott verbunden, sondern als offenes Symbol für die dem Staat vorausliegende „letzte sittliche Kraft“ verstanden. Dieses offene Symbol von der „Verantwortung vor Gott und den Menschen“ kann dann mit den verschiedensten Ansichten von den Grundlagen des Staates und der Gesellschaft gefüllt werden und die integrierende Funktion der Verfassung fördern.
Da der Gottesbezug so nicht als spezifische Parteinahme für einen bestimmten Glauben verstanden wird und keine religiöse Begründung der Verfassungsnormen zur Folge haben soll, wird hierin auch keine Ausnahme vom Prinzip der religiös-weltanschaulichen Neutralität des Staates gesehen. Anders- und Nichtgläubige seien durch die Präambel weder zur Annahme des christlichen Gottesbildes noch zur Bejahung des christlichen Staatsbildes verpflichtet.
In der politischen Debatte wird der Gottesbezug mitunter zusätzlich als Hinweis auf die enge Verbindung von europäischer Kultur und Christentum oder als Bezugnahme auf die christliche Mehrheit im Verfassungsvolk verstanden.
Den Wert eines Gottesbezuges sehen die Befürworter also vor allem in der Benennung einer dem Staat entzogenen, letzten und verbindlichen Rechenschaftsinstanz. Nach der philosophischen Lehre der „natürlichen Theologie“ ist die Erkenntnis Gottes allen Menschen (auch ohne Glaube bzw. Religion) möglich. Daher bedeute ein Verweis auf diese höchste Instanz auch weder eine Privilegierung Gläubiger, noch eine Diskriminierung Ungläubiger.

### Die Contra-Argumente
Problematisch sei ein Gottesbezug in Verfassungen, da er auch immer das Verhältnis von Staat und Kirche beschreibe. Außerdem könne ein christlicher Bezug auch im Widerspruch zur staatlichen Neutralität im Verhältnis zu anderen Religionen aufgefasst werden, wird zuweilen kritisiert. Die Gegner sehen also im Gottesbezug eine Verletzung des Prinzips der Trennung von Kirche und Staat: der Staat, zur weltanschaulichen Neutralität verpflichtet, müsse die Autonomie seiner demokratischen Rechtsordnung wahren, die z. T. gegen den Widerstand der christlichen Kirchen durchgesetzt worden sei. Ein Gottesbezug würde die Menschenrechte als Basis der Verfassung in das zweite Glied verschieben. Der Glaube als Bezugsfeld des Privat-Persönlichen und Gegenstand persönlicher Gewissensentscheidungen habe in der Verfassung nichts zu suchen.
Viele Kritiker sehen in einem Gottesbezug eine Privilegierung des gläubigen Anteils des Verfassungsvolkes, genauer der Christen; sei doch der Gottesbezug historisch mit dem christlichen Gottesbild gleichzusetzen. Überheblichkeit der Glaubenden (Christen) gegenüber nichtchristlichen Gemeinschaften und Atheisten soll die Folge sein. Zusätzlich soll bereits der Gottesbezug eine Diskriminierung der nichtglaubenden Minderheit durch die glaubende Mehrheit beinhalten. Dieses Minderheitenargument lässt sich auch umkehren: Im deutschen Bundesland Thüringen, wo nur ca. 41 % der Bevölkerung sich als Mitglied einer Kirche bezeichneten, lehnten die Gegner des Gottesbezugs diesen als Bevorzugung der glaubenden Minderheit ab. Ein weiterer genannter Grund für die Wahrung der Religionsneutralität und gegen den Gottesbezug ist, dass die demokratische Ordnung ihre Legitimation nicht an eine oder mehrere Religionen binden könne, da sie auch für alle Anders- oder Nichtgläubigen gelten müsse.
Gegen das Argument, ein fehlender Gottesbezug sei ein Zeichen von übertriebener Säkularisierung, verweisen Gegner des Gottesbezuges auf die Verfassung der Vereinigten Staaten und der amerikanischen Einzelstaaten, worin sich keine Gottesbezüge finden, was die amerikanische Religiosität offenbar nicht nennenswert behindert.

## Gottesbezug in der Europäischen Verfassung
Umstritten war ein solcher Gottesbezug bei Erarbeitung der Europäischen Verfassung. Hier trafen im Wesentlichen die französische Staatsauffassung eines säkularen, laizistischen Staates mit vollständiger Trennung zwischen Staat und Kirche mit der vor allem katholisch geprägten Auffassung einzelner EU-Mitgliedstaaten wie Polen, Irland oder Italien bzw. der deutschen Christdemokratie aufeinander.
Neben der römisch-katholischen Kirche hatte auch der Rat der Evangelischen Kirche in Deutschland (EKD) die Forderung nach einem Gottesbezug in der EU-Verfassung bekräftigt. Die EKD trete unverändert dafür ein, dass in den Vertrag „ein ausdrücklicher Bezug auf die Verantwortung vor Gott und auf die Bedeutung der jüdisch-christlichen Tradition“ aufgenommen wird.
Einer der Vorschläge (orientiert an der polnischen Verfassung) hatte folgenden Wortlaut: „Die Werte der Europäischen Union umfassen die Wertvorstellungen derjenigen, die an Gott als die Quelle der Wahrheit, Gerechtigkeit, des Guten und des Schönen glauben, als auch derjenigen, die diesen Glauben nicht teilen, sondern diese universellen Werte aus anderen Quellen ableiten.“
Endgültiges Ergebnis ist ein Kompromiss ohne ausdrücklichen Gottesbezug in der Verfassung: Es wird nur auf das „kulturelle, religiöse und humanistische Erbe Europas“ Bezug genommen, ein dezidiert christlicher Bezug fehlt.

## Gottesbezug in deutschen Landesverfassungen
Die Landesverfassungen der Bundesländer Baden-Württemberg, Bayern, Nordrhein-Westfalen, Niedersachsen, Rheinland-Pfalz, Sachsen-Anhalt und Thüringen haben einen Gottesbezug in der Präambel. In den Verfassungen der Länder Berlin, Brandenburg, Bremen, Hamburg, Hessen, Mecklenburg-Vorpommern, Saarland, Sachsen und Schleswig-Holstein findet sich dagegen kein Bezug auf einen Gott.
Artikel 12 der Landesverfassung Baden-Württemberg legt zudem fest: „Die Jugend ist in Ehrfurcht vor Gott, im Geiste der christlichen Nächstenliebe […] zu erziehen.“ Daneben findet sich der Gottesbezug dort auch in Schwurformeln für Beamte und Staatsdiener. Auch in der Bayerischen Verfassung ist „Ehrfurcht vor Gott“ als eines der obersten Erziehungsziele benannt. In Artikel 7 der Landesverfassung von Nordrhein-Westfalen heißt es: „Ehrfurcht vor Gott, Achtung vor der Würde des Menschen und Bereitschaft zum sozialen Handeln zu wecken, ist vornehmstes Ziel der Erziehung.“

## Gottesbezüge in den Verfassungen anderer Staaten
Bei den EU-Mitgliedstaaten finden sich Gottesbezüge – neben dem deutschen Grundgesetz – in den Verfassungen Griechenlands, Irlands und Polens. Auch die Verfassung der Schweiz beginnt mit einer Gottesanrufung. In der Verfassung der Slowakei findet sich eine Bezugnahme auf das geistige Erbe der Heiligen Kyrill und Method.
Ein Gottesbezug findet sich auch in den Verfassungen von Algerien, Argentinien, Bahrain, Brasilien, Indonesien, Iran, Kanada, Kuwait, Mauretanien, Pakistan, Paraguay, Peru und der Philippinen.
Im Juli 2020 erhielt die Verfassung der Russischen Föderation einen Gottesbezug.

## Beispiele in Verfassungen
„Im Bewußtsein  seiner Verantwortung vor Gott und den Menschen […] hat sich das Deutsche  Volk […] dieses Grundgesetz gegeben.“

„Angesichts des Trümmerfeldes, zu dem eine Staats- und Gesellschaftsordnung ohne Gott, ohne Gewissen und ohne Achtung vor der Würde des Menschen die Überlebenden des Zweiten Weltkrieges geführt hat, […] gibt sich das Bayerische  Volk […] nachstehende […] Verfassung.“

„Im Bewusstsein der Verantwortung vor Gott, dem Urgrund des Rechts und Schöpfer aller menschlichen Gemeinschaft, […] hat sich das Volk von Rheinland-Pfalz diese Verfassung gegeben.“

„Im Namen Gottes des Allmächtigen! Das Schweizervolk und die Kantone […] geben sich folgende Verfassung.“

„Wir, das Volk des Kantons Freiburg, die wir an Gott glauben oder unsere Werte aus anderen Quellen schöpfen.“

„[…] beschließen wir, das Polnische  Volk – alle Staatsbürger der Republik, sowohl diejenigen, die an Gott als die Quelle der Wahrheit, Gerechtigkeit, des Guten und des Schönen glauben, als auch diejenigen, die diesen Glauben nicht teilen, sondern diese universellen Werte aus anderen Quellen ableiten, […] in Dankbarkeit gegenüber unseren Vorfahren […] für die Kultur, die im christlichen Erbe des Volkes und in allgemeinen menschlichen Werten verwurzelt ist […] im Bewußtsein der Verantwortung vor Gott oder vor dem eigenen Gewissen, uns die Verfassung der Republik Polen zu geben.“

„Im Namen der Allerheiligsten Dreifaltigkeit, von der alle Autorität kommt und auf die, als unserem letzten Ziel, alle Handlungen sowohl der Menschen wie der Staaten ausgerichtet sein müssen, anerkennen Wir, das Volk von Irland, in Demut alle unsere Verpflichtungen gegenüber unserem göttlichen Herrn, Jesus Christus […] nehmen wir diese Verfassung an, setzen sie in Kraft und geben sie uns. […]
 Art. 6. Alle Regierungsgewalt […] geh[t] nächst Gott vom Volke aus.“

„Im Namen Allahs des Barmherzigen, des Erbarmers!“